# Hessentag 1994

Wappen Groß-Geraus

Der Hessentag 1994 war der 34. Hessentag und fand mit dem Slogan Ganz Hessen in 10 Tagen vom 3. bis 12. Juni 1994 in der im südlichen Rhein-Main-Gebiet liegenden Kreisstadt Groß-Gerau statt.
Eröffnet wurde der Hessentag von Ministerpräsident Hans Eichel (SPD) und Bürgermeister Manfred Hohl (SPD). Das Hessentagspaar bildeten Elke Ziegler-Cristiano und Kai Ewald.
Zum Programm gehörten neben dem Festzug unter anderem Ausstellungen der Augsburger Puppenkiste und des Legolands, eine Fahrzeug- und Geräteschau der Polizei, eine Bierzapf-Meisterschaft, ein mittelalterliches Musikfestival sowie diverse Beiträge zum von der UNESCO ausgerufenen Internationalen Jahr der Familie. Zu den aufgetretenen Künstlern zählten u. a. Kim Wilde, Haddaway, Kool & The Gang, Hot Chocolate, die Weather Girls, Georges Moustaki, Boney M., die Zillertaler Schürzenjäger sowie Klaus Lage und das Kammerorchester von Merck. Die hr3 Clubnight fand am 11. Juni 1994 mit den Disk Jockeys Sven Väth, Marc Spoon, DJ Dag und über 10.000 Ravern statt. Bereits am 3. Juni 1994, unterlag bei einem Freundschaftsspiel der Fußball-Bundesligist Eintracht Frankfurt einer Hessenauswahl mit 2:3. Insgesamt wurden rund 680.000 Besucher an den 10 Tagen gezählt. Ein neuer Rekord wurde mit 140.000 Besuchern an einem einzigen Tag aufgestellt.